# Cha Cha Slide
 (novembre 2016).
Si vous disposez d'ouvrages ou d'articles de référence ou si vous connaissez des sites web de qualité traitant du thème abordé ici, merci de compléter l'article en donnant les références utiles à sa vérifiabilité et en les liant à la section « Notes et références ».
Cha Cha Slide  est un morceau "dance" de DJ Casper (en) (également connu comme "Mr C, The Slide Man"[réf. nécessaire], connu pour sa chorégraphie dont chaque mouvement est annoncé par DJ Casper en rappant.
Il[Qui ?] a lancé cette danse (en ligne) en 1996 dans le club fitness de Chicago de la chaîne Bally Total Fitness[réf. nécessaire].
La radio de Chicago WGCI-FM diffuse la chanson sur ses ondes et DJ Casper sort l'album Cha-Cha Slide: The Original Slide Album. sur le label M.O.B. Records (Chicago) une version différente qui sortira en single en 2000 sur Universal Music : Cha Cha Slide (Part 2) (en France, le single n'est sorti qu'en 2004).[réf. nécessaire]
La chanson a été numéro 1 des charts britanniques[citation nécessaire], et une reprise de MC Jig a été classée 33e.
Une autre reprise par les Soca Girls a atteint la 35e place des charts néerlandais. Crazy Frog a aussi repris le morceau.
La chanson est également appelée Casper Slide, mais il s'agit d'un titre incorrect.[réf. nécessaire]

## Mouvements annoncés et chorégraphie associée
- (basic step) : To the Left (/ Right) : Pas de base : à gauche (/ à droite)
- One (/Two) Hop(s) this time : Un (/ Deux) (petits sauts) en avant
- "Left Foot, Left (/Two) Stomp(s)" : Pied gauche, tape (du pied) (gauche) (deux fois) (idem pour Right, à droite)
- "Cha-Cha! (real smooth)"
- "Slide to left/right!" : Glisser à gauche/droite
- "Kriss Kross!" : Décroiser-croiser les jambes
- "Hands on your Knees!" : Mains sur les genoux (façon charleston)
- "Freeze!" : "Gelé" : on ne bouge plus
- "Everybody Clap your hands!" : Tout le monde tape des mains
- "Reverse!" (accompagné d'un scratch passé à l'envers) : reculer
- "Charlie Brown!" : Sauter en tournant la tête
- "How low can you go?" : Danser le limbo (ou le twist en se baissant le plus possible)
- "Bring it to the top!" : Lever les bras en l'air